# Gobernador Garmendia
Gobernador Garmendia är en ort i Argentina.   Den ligger i provinsen Tucumán, i den norra delen av landet, 1 100 km nordväst om huvudstaden Buenos Aires. Gobernador Garmendia ligger 368 meter över havet och antalet invånare är 3 059.
Terrängen runt Gobernador Garmendia är platt. Runt Gobernador Garmendia är det glesbefolkat, med 9 invånare per kvadratkilometer.. Det finns inga andra samhällen i närheten.
Trakten runt Gobernador Garmendia består till största delen av jordbruksmark.